# Cercospora molucellae
Cercospora molucellae är en svampart som beskrevs av Bremer & Petr. 1947. Cercospora molucellae ingår i släktet Cercospora och familjen Mycosphaerellaceae.   Inga underarter finns listade i Catalogue of Life.